# Recoltarea fânului în Auvergne
Recoltarea fânului în Auvergne este o pictură în ulei pe pânză din 1855 realizată de artista franceză Rosa Bonheur care măsoară 215 cm × 422 cm.
După primul său mare succes artistic, Arat în Nivernais, expus în 1849, Bonheur a prezentat studiile a două noi picturi ministrului francez al artelor frumoase, Charles de Morny, duce de Morny. Acesta a respins unul dintre ele, Târgul de cai, și a comandat în schimb lucrarea Recoltarea fânului în Auvergne. Bonheur s-a concentrat mai întâi pe finalizarea Târgului de cai, iar De Morny a încercat să se răzgândească după buna primire a picturii la Salonul de la Paris din 1853.
Pictura înfățișează încărcarea fânului într-un car tras de patru boi. Animalele din dreapta așteaptă răbdătoare, lângă care se află un bărbat cu pălărie cu boruri largi. Alți bărbați taie iarba cu coasa, în timp ce femeile greblează fânul, iar alte persoane folosesc furci pentru a ridica fânul pe o grămadă mare de pe car.
Tabloul a fost cumpărat de statul francez în 1854 pentru 20.000 de franci. Pictura a câștigat o medalie de aur când a fost expusă la Expoziția Universală de la Paris din 1855, împreună cu Arat în Nivernais. De asemenea, a fost expus ca parte a retrospectivei artei franceze din secolul al XIX-lea la Expoziția universală din 1900.
Din 1874 până în 1878, tabloul a fost expus la Musée du Luxembourg, iar apoi a fost mutat la Castelul Fontainebleau, unde se află în continuare. O versiune mai mică, de 71,1 pe 129 centimetri se află într-o colecție privată. Tiparul unei gravuri de William Turner Davey a fost publicat la Londra în 1878 de Louis Brall & Sons.